# Leonel Álvarez
Leonel de Jesús Álvarez Zuleta (Remedios, 30 juli 1965) is een voormalig Colombiaans voetballer, die als verdedigende middenvelder speelde gedurende zijn carrière. Hij wordt beschouwd een van de beste voetballers van zijn land. In 2011 was hij korte tijd bondscoach van Colombia.

## Clubcarrière
Álvarez begon zijn carrière in 1983 bij Independiente Medellín. Hij speelde onder andere bij Veracruz, América de Cali, Atlético Nacional, Real Valladolid en Deportes Quindío. Hij won het Colombiaans kampioenschap met América de Cali in 1992.
Bij Dallas Burn speelde Álvarez als een van de beste van de competitie. Hij scoorde drie keer en gaf vijf assists. In 1997 ging hij naar Mexico en speelde voor Veracruz. In 1998 keerde hij terug naar Dallas Burn.

## Interlandcarrière
Álvarez speelde in 101 wedstrijden van het Colombiaans voetbalelftal. Zijn debuut was op 14 februari 1985 tegen Polen. Zijn laatste interland voltooide hij op 7 september 1997 tegen El Salvador. Zijn eerste en enige doelpunt maakte hij op 11 juni 1987 in een vriendschappelijk duel tegen Ecuador.
| Interlands van Leonel Álvarez voor Colombia | Interlands van Leonel Álvarez voor Colombia | Interlands van Leonel Álvarez voor Colombia | Interlands van Leonel Álvarez voor Colombia | Interlands van Leonel Álvarez voor Colombia | Interlands van Leonel Álvarez voor Colombia |
| №                                           | Datum                                       | Wedstrijd                                   | Uitslag                                     | Competitie                                  | Goals                                       |
| Als speler van Independiente Medellín       | Als speler van Independiente Medellín       | Als speler van Independiente Medellín       | Als speler van Independiente Medellín       | Als speler van Independiente Medellín       | Als speler van Independiente Medellín       |
| ------------------------------------------- | ------------------------------------------- | ------------------------------------------- | ------------------------------------------- | ------------------------------------------- | ------------------------------------------- |
| 1                                           | 14 februari 1985                            | Colombia – Polen                            | 1 – 0                                       | Oefeninterland                              |                                             |
| 2                                           | 21 februari 1985                            | Chili – Colombia                            | 1 – 1                                       | Oefeninterland                              |                                             |
| 3                                           | 11 juni 1987                                | Colombia – Ecuador                          | 1 – 0                                       | Oefeninterland                              | Goal                                        |
| 4                                           | 14 juni 1987                                | Ecuador – Colombia                          | 3 – 0                                       | Oefeninterland                              |                                             |
| 5                                           | 1 juli 1987                                 | Colombia – Bolivia                          | 2 – 0                                       | Copa América                                |                                             |
| 6                                           | 5 juli 1987                                 | Colombia – Paraguay                         | 3 – 0                                       | Copa América                                |                                             |
| 7                                           | 8 juli 1987                                 | Chili – Colombia                            | 2 – 1                                       | Copa América                                |                                             |
| 8                                           | 11 juli 1987                                | Argentinië – Colombia                       | 1 – 2                                       | Copa América                                |                                             |
| Als speler van América de Cali              |                                             |                                             |                                             |                                             |                                             |
| 9                                           | 30 maart 1988                               | Colombia – Canada                           | 3 – 0                                       | Oefeninterland                              |                                             |
| 10                                          | 14 mei 1988                                 | Verenigde Staten – Colombia                 | 0 – 2                                       | Oefeninterland                              |                                             |
| 11                                          | 17 mei 1988                                 | Schotland – Colombia                        | 0 – 0                                       | Oefeninterland                              |                                             |
| 12                                          | 19 mei 1988                                 | Finland – Colombia                          | 1 – 3                                       | Oefeninterland                              |                                             |
| 13                                          | 24 mei 1988                                 | Engeland – Colombia                         | 1 – 1                                       | Oefeninterland                              |                                             |
| 14                                          | 7 augustus 1988                             | Colombia – Uruguay                          | 2 – 1                                       | Oefeninterland                              |                                             |
| 15                                          | 3 februari 1989                             | Colombia – Peru                             | 1 – 0                                       | Oefeninterland                              |                                             |
| 16                                          | 5 februari 1989                             | Colombia – Chili                            | 1 – 0                                       | Oefeninterland                              |                                             |
| 17                                          | 9 maart 1989                                | Colombia – Argentinië                       | 1 – 0                                       | Oefeninterland                              |                                             |
| 18                                          | 24 juni 1989                                | Verenigde Staten – Colombia                 | 0 – 1                                       | Oefeninterland                              |                                             |
| 19                                          | 27 juni 1989                                | Colombia – Haïti                            | 4 – 0                                       | Oefeninterland                              |                                             |
| 20                                          | 3 juli 1989                                 | Venezuela – Colombia                        | 2 – 4                                       | Copa América                                |                                             |
| 21                                          | 5 juli 1989                                 | Colombia – Paraguay                         | 0 – 1                                       | Copa América                                |                                             |
| 22                                          | 7 juli 1989                                 | Brazilië – Colombia                         | 0 – 0                                       | Copa América                                |                                             |
| 23                                          | 9 juli 1989                                 | Colombia – Peru                             | 1 – 1                                       | Copa América                                |                                             |
| 24                                          | 6 augustus 1989                             | Uruguay – Colombia                          | 0 – 0                                       | Oefeninterland                              |                                             |
| 25                                          | 20 augustus 1989                            | Colombia – Ecuador                          | 2 – 0                                       | WK-kwalificatie                             |                                             |
| 26                                          | 27 augustus 1989                            | Paraguay – Colombia                         | 2 – 1                                       | WK-kwalificatie                             |                                             |
| 27                                          | 17 september 1989                           | Colombia – Paraguay                         | 2 – 1                                       | WK-kwalificatie                             |                                             |
| 28                                          | 15 oktober 1989                             | Colombia – Israël                           | 1 – 0                                       | WK-kwalificatie                             |                                             |
| 29                                          | 30 oktober 1989                             | Israël – Colombia                           | 0 – 0                                       | WK-kwalificatie                             |                                             |
| Als speler van Atlético Nacional            |                                             |                                             |                                             |                                             |                                             |
| 30                                          | 20 februari 1990                            | Colombia – Sovjet-Unie                      | 0 – 0                                       | Oefeninterland                              |                                             |
| 21                                          | 17 april 1990                               | Mexico – Colombia                           | 2 – 0                                       | Oefeninterland                              |                                             |
| 32                                          | 22 april 1990                               | Verenigde Staten – Colombia                 | 0 – 1                                       | Oefeninterland                              |                                             |
| 33                                          | 4 mei 1990                                  | Colombia – Polen                            | 2 – 1                                       | Oefeninterland                              |                                             |
| 34                                          | 26 mei 1990                                 | Egypte – Colombia                           | 1 – 1                                       | Oefeninterland                              |                                             |
| 35                                          | 2 juni 1990                                 | Hongarije – Colombia                        | 3 – 1                                       | Oefeninterland                              |                                             |
| 36                                          | 9 juni 1990                                 | VA Emiraten – Colombia                      | 0 – 2                                       | WK-eindronde                                |                                             |
| 37                                          | 14 juni 1990                                | Joegoslavië – Colombia                      | 1 – 0                                       | WK-eindronde                                |                                             |
| 38                                          | 19 juni 1990                                | West-Duitsland – Colombia                   | 1 – 1                                       | WK-eindronde                                |                                             |
| 39                                          | 23 juni 1990                                | Kameroen – Colombia                         | 2 – 1                                       | WK-eindronde                                |                                             |
| Als speler van Real Valladolid              |                                             |                                             |                                             |                                             |                                             |
| 40                                          | 7 juli 1991                                 | Colombia – Ecuador                          | 1 – 0                                       | Copa América                                |                                             |
| 41                                          | 11 juli 1991                                | Colombia – Bolivia                          | 0 – 0                                       | Copa América                                |                                             |
| 42                                          | 13 juli 1991                                | Brazilië – Colombia                         | 0 – 2                                       | Copa América                                |                                             |
| 43                                          | 15 juli 1991                                | Uruguay – Colombia                          | 1 – 0                                       | Copa América                                |                                             |
| 44                                          | 17 juli 1991                                | Chili – Colombia                            | 1 – 1                                       | Copa América                                |                                             |
| 45                                          | 19 juli 1991                                | Brazilië – Colombia                         | 2 – 0                                       | Copa América                                |                                             |
| 46                                          | 21 juli 1991                                | Argentinië – Colombia                       | 2 – 1                                       | Copa América                                |                                             |
| 47                                          | 31 juli 1992                                | Verenigde Staten – Colombia                 | 0 – 1                                       | Oefeninterland                              |                                             |
| Als speler van Deportes Quindío             |                                             |                                             |                                             |                                             |                                             |
| 48                                          | 24 februari 1993                            | Venezuela – Colombia                        | 0 – 0                                       | Oefeninterland                              |                                             |
| 49                                          | 30 mei 1993                                 | Chili – Colombia                            | 1 – 1                                       | Oefeninterland                              |                                             |
| 50                                          | 6 juni 1993                                 | Colombia – Chili                            | 1 – 0                                       | Oefeninterland                              |                                             |
| 51                                          | 16 juni 1993                                | Colombia – Mexico                           | 2 – 1                                       | Copa América                                |                                             |
| 52                                          | 20 juni 1993                                | Colombia – Bolivia                          | 1 – 1                                       | Copa América                                |                                             |
| 53                                          | 23 juni 1993                                | Argentinië – Colombia                       | 1 – 1                                       | Copa América                                |                                             |
| 54                                          | 26 juni 1993                                | Colombia – Uruguay                          | 1 – 1                                       | Copa América                                |                                             |
| 55                                          | 1 juli 1993                                 | Argentinië – Colombia                       | 0 – 0                                       | Copa América                                |                                             |
| 56                                          | 3 juli 1993                                 | Ecuador – Colombia                          | 0 – 1                                       | Copa América                                |                                             |
| 57                                          | 2 augustus 1993                             | Colombia – Paraguay                         | 0 – 0                                       | WK-kwalificatie                             |                                             |
| 58                                          | 22 augustus 1993                            | Paraguay – Colombia                         | 1 – 1                                       | WK-kwalificatie                             |                                             |
| 59                                          | 29 augustus 1993                            | Colombia – Peru                             | 4 – 0                                       | WK-kwalificatie                             |                                             |
| 60                                          | 5 september 1993                            | Argentinië – Colombia                       | 0 – 5                                       | WK-kwalificatie                             |                                             |
| 61                                          | 29 januari 1994                             | Venezuela – Colombia                        | 1 – 2                                       | Oefeninterland                              |                                             |
| 62                                          | 6 februari 1994                             | Saoedi-Arabië – Colombia                    | 1 – 1                                       | Oefeninterland                              |                                             |
| 63                                          | 9 februari 1994                             | Saoedi-Arabië – Colombia                    | 0 – 1                                       | Oefeninterland                              |                                             |
| 64                                          | 18 februari 1994                            | Zweden – Colombia                           | 0 – 0                                       | Oefeninterland                              |                                             |
| 65                                          | 20 februari 1994                            | Colombia – Bolivia                          | 2 – 0                                       | Oefeninterland                              |                                             |
| 66                                          | 26 februari 1994                            | Colombia – Zuid-Korea                       | 2 – 2                                       | Oefeninterland                              |                                             |
| 67                                          | 3 maart 1994                                | Mexico – Colombia                           | 0 – 0                                       | Oefeninterland                              |                                             |
| 68                                          | 7 april 1994                                | Colombia – Bolivia                          | 0 – 1                                       | Oefeninterland                              |                                             |
| 69                                          | 17 april 1994                               | Colombia – Nigeria                          | 1 – 0                                       | Oefeninterland                              |                                             |
| 70                                          | 3 mei 1994                                  | Colombia – Peru                             | 1 – 0                                       | Oefeninterland                              |                                             |
| 71                                          | 5 mei 1994                                  | Colombia – El Salvador                      | 3 – 0                                       | Oefeninterland                              |                                             |
| 72                                          | 3 juni 1994                                 | Colombia – Noord-Ierland                    | 2 – 0                                       | Oefeninterland                              |                                             |
| 73                                          | 5 juni 1994                                 | Colombia – Griekenland                      | 2 – 0                                       | Oefeninterland                              |                                             |
| 74                                          | 18 juni 1994                                | Colombia – Roemenië                         | 1 – 3                                       | WK-eindronde                                |                                             |
| 75                                          | 22 juni 1994                                | Verenigde Staten – Colombia                 | 2 – 1                                       | WK-eindronde                                |                                             |
| 76                                          | 26 juni 1994                                | Zwitserland – Colombia                      | 0 – 2                                       | WK-eindronde                                |                                             |
| 77                                          | 22 maart 1995                               | Colombia – Uruguay                          | 2 – 0                                       | Oefeninterland                              |                                             |
| 78                                          | 21 juni 1995                                | Colombia – Mexico                           | 0 – 0                                       | Oefeninterland                              |                                             |
| 79                                          | 25 juni 1995                                | Verenigde Staten – Colombia                 | 0 – 0                                       | Oefeninterland                              |                                             |
| 80                                          | 7 juli 1995                                 | Colombia – Peru                             | 1 – 1                                       | Copa América                                |                                             |
| 81                                          | 10 juli 1995                                | Colombia – Ecuador                          | 1 – 0                                       | Copa América                                |                                             |
| 82                                          | 13 juli 1995                                | Brazilië – Colombia                         | 3 – 0                                       | Copa América                                |                                             |
| 83                                          | 16 juli 1995                                | Colombia – Paraguay                         | 1 – 1                                       | Copa América                                |                                             |
| 84                                          | 19 juli 1995                                | Uruguay – Colombia                          | 2 – 0                                       | Copa América                                |                                             |
| 85                                          | 22 juli 1995                                | Colombia – Verenigde Staten                 | 4 – 1                                       | Copa América                                |                                             |
| 86                                          | 6 september 1995                            | Engeland – Colombia                         | 0 – 0                                       | Oefeninterland                              |                                             |
| 87                                          | 20 december 1995                            | Brazilië – Colombia                         | 3 – 1                                       | Oefeninterland                              |                                             |
| Als speler van Dallas Burn                  |                                             |                                             |                                             |                                             |                                             |
| 88                                          | 6 maart 1996                                | Colombia – Honduras                         | 2 – 1                                       | Oefeninterland                              |                                             |
| 89                                          | 28 maart 1996                               | Colombia – Bolivia                          | 4 – 1                                       | Oefeninterland                              |                                             |
| 90                                          | 24 april 1996                               | Colombia – Paraguay                         | 1 – 0                                       | WK-kwalificatie                             |                                             |
| 91                                          | 29 mei 1996                                 | Colombia – Schotland                        | 1 – 0                                       | Oefeninterland                              |                                             |
| 92                                          | 2 juni 1996                                 | Peru – Colombia                             | 1 – 1                                       | WK-kwalificatie                             |                                             |
| 93                                          | 7 juli 1996                                 | Colombia – Uruguay                          | 3 – 1                                       | WK-kwalificatie                             |                                             |
| 94                                          | 9 oktober 1996                              | Ecuador – Colombia                          | 0 – 1                                       | WK-kwalificatie                             |                                             |
| 95                                          | 10 november 1996                            | Bolivia – Colombia                          | 2 – 2                                       | WK-kwalificatie                             |                                             |
| Als speler van CD Veracruz                  |                                             |                                             |                                             |                                             |                                             |
| 96                                          | 12 februari 1997                            | Colombia – Argentinië                       | 0 – 1                                       | WK-kwalificatie                             |                                             |
| 97                                          | 2 april 1997                                | Paraguay – Colombia                         | 2 – 0                                       | WK-kwalificatie                             |                                             |
| 98                                          | 30 april 1997                               | Colombia – Peru                             | 0 – 1                                       | WK-kwalificatie                             |                                             |
| 99                                          | 5 juli 1997                                 | Chili – Colombia                            | 4 – 1                                       | WK-kwalificatie                             |                                             |
| 100                                         | 24 augustus 1997                            | Peru – Colombia                             | 2 – 1                                       | Oefeninterland                              |                                             |
| 101                                         | 7 september 1997                            | Colombia – El Salvador                      | 2 – 2                                       | Oefeninterland                              |                                             |

## Bondscoach Colombia
Álvarez kreeg op dinsdag 13 december 2011 zijn ontslag als bondscoach van het Colombiaans voetbalelftal. De oefenmeester had met zijn ploeg op dat moment drie kwalificatiewedstrijden voor de WK-eindronde 2014 in Brazilië gespeeld. Álvarez begon op 11 oktober met een 2-1 zege in en tegen Bolivia, maar behaalde in de volgende twee duels (gelijkspel tegen Venezuela, verlies tegen Argentinië) slechts één punt.
| Interlands Colombia onder leiding van Leonel Álvarez | Interlands Colombia onder leiding van Leonel Álvarez | Interlands Colombia onder leiding van Leonel Álvarez | Interlands Colombia onder leiding van Leonel Álvarez | Interlands Colombia onder leiding van Leonel Álvarez | Interlands Colombia onder leiding van Leonel Álvarez |
| №                                                    | Datum                                                | Wedstrijd                                            | Uitslag                                              | Competitie                                           |                                                      |
| ---------------------------------------------------- | ---------------------------------------------------- | ---------------------------------------------------- | ---------------------------------------------------- | ---------------------------------------------------- | ---------------------------------------------------- |
| 1                                                    | 11 oktober 2011                                      | Bolivia – Colombia                                   | 1 – 2                                                | WK-kwalificatie                                      |                                                      |
| 2                                                    | 11 november 2011                                     | Colombia – Venezuela                                 | 1 – 1                                                | WK-kwalificatie                                      |                                                      |
| 3                                                    | 15 november 2011                                     | Colombia – Argentinië                                | 1 – 2                                                | WK-kwalificatie                                      |                                                      |

## Erelijst
América de Cali
- Colombiaans landskampioen

1992
 Atlético Nacional
- Copa Libertadores

1989